# 河池学院
24°29′54″N 108°39′28″E / 24.4984689°N 108.6576627°E
河池学院，简称河院，是中华人民共和国的一所全日制本科公办省属普通高等学校，位于广西壮族自治区河池市宜州区。
河池学院始于成立于1951年的宜山师范学校，1978年成为专科层次的河池师范高等专科学校，并于2003年升格为本科大学河池学院，建制延续至今；在当年河池职业学院（今廣西現代職業技術學院）成立之前，学校也是河池市唯一的普通高等学校。

## 校史沿革
河池学院肇始于1951年成立的宜山师范学校，当时，该校在宜山县（今河池市宜州区）城北渡口北岸冠英阁附近的校址办学。1958年，学校更名为柳州专区师范学校，并于同年秋季升格为师范专科学校，翌年迁往柳州，原址成立宜山师范学校:708；1965年，因河池地区成立，更名为河池地区宜山师范学校。1978年12月，在河池地区宜山师范学校基础上成立河池师范专科学校，开始举办大学教育:444，校址在宜山县城龙江北岸；1994年2月，更名为河池师范高等专科学校:707；2003年4月，中华人民共和国教育部批准河池师范高等专科学校升格为本科层次的河池学院，并合并中专宜州民族师范学校。

## 现况
截至2021年5月，河池学院设有文学与传媒学院、公共管理学院、马克思主义学院、外国语学院（国际教育学院）、数理学院、人工智能与制造学院、化学与生物工程学院、大数据与计算机学院、体育学院、音乐舞蹈学院、美术与设计学院、教师教育学院、商学院、继续教育学院、创新创业学院等13个学院和3个教辅单位。所设专业也包括了從河池师范高等专科学校繼承下來的師範類專業，因此河池学院也有資格招收公費師範生，為广西壮族自治区培養合格的中小學及幼兒園教師。
2003年4月，河池学院校图书馆成立，该馆馆藏有毛南族、仫佬族、白裤瑶及刘三姐相关的在地文献并建立了对应的数据库。

## 文化传统
河池学院为广西较早开设汉语言文学专业的高等院校之一，学校的文学传统悠久，自1978年开始举办大专教育以来，该校在校生成立了一些文学社团并创办了自己的文学刊物，教师也不乏兼职作家者，校内有一定的文学创作氛围；从该校毕业的学生中也不乏成为作家者，因此，河池学院也被誉为“文学桂军”人才培养的重地，而该校包括东西、凡一平、黄土路在内从事文学创作的校友则形成了“桂西作家群”，在广西文坛享有声誉。